# 第2海軍燃料廠
第2海軍燃料廠（だいにかいぐんねんりょうしょう）は、かつて三重県四日市市塩浜にあった大日本帝国海軍の工廠（海軍工廠）である。

## 概要
前史
1871年（明治4年）10月5日、唐津炭鉱、大瀬炭鉱が鹿児島藩から兵部省に献納され、1872年（明治5年）4月5日、両炭鉱は兵部省の廃止により海軍省会計局に移管、長崎海軍出張所に付属されることに由来する。
本編
前身となる海軍煉炭製造所が山口県徳山市（徳山下松港）に設けられたことまで遡る。1921年（大正10年）に海軍「煉炭製造所」から海軍「燃料廠」に改組され採炭部、練炭部、製油部、研究部が置かれた。
その後、海軍の燃料需要が急激に増大し続けたため、1937年（昭和12年）に新燃料廠の建設を計画、　1939年（昭和14年）に四日市築港株式会社が所有する塩浜地区の土地を買収、1941年（昭和16年）に第2海軍燃料廠が正式に開庁した。
第一工場から第四工場まで建設され、海軍の液体燃料、潤滑油の需要の大部分を生産を担った。しかし、1944年（昭和19年）12月7日に東南海地震が発生し第二工場が特に甚大な被害を受け、復旧を試みたが翌年4月に復旧作業の中止を決断。その後の戦局悪化に伴い、官舎、工員住宅、倉庫などの施設があった土地に隣接した山林を農林省、地権者から賃借し、山手工場として旧日永村（現・四日市市に編入合併）稼働させた。1945年（昭和20年）の四日市空襲ではアメリカ軍の重要攻撃目標とされ燃料廠としての機能が著しく低下した。（生産設備の損傷が激しく、事実上の操業停止。）
同年8月15日、『大東亞戰爭終結ノ詔書』を拝し、翌16日に停戦を迎える。同年8月28日、『戰争終結ニ伴フ國有財産處理ニ關スル件』の閣議決定により第2海軍燃料廠は大蔵省に移管される。

## 歴代燃料廠長
1. 別府良三 少将：1941年4月21日 - 1942年10月1日[2]
2. 小畑愛喜 少将：1942年10月1日 - 1943年10月25日（1943年5月1日：中将）[3]
3. 榎本隆一郎 少将：1943年10月25日 - 1944年7月1日[4]
4. 山口真澄 中将：1944年7月1日 - 1944年9月15日[5]
5. 並河隆 少将：1944年9月15日 - 1945年11月1日[6]

## 戦後
1945年9月28日、米軍第6軍第１軍団第98師団が和歌山県より上陸し、翌29日から三重県へ向け進駐を開始。同年10月16日には第2海軍燃料廠が接収、10日後の26日に、用地・施設・兵器・軍需品の管理を清水重夫三重県知事に移管。
1946年6月、食料増産が急務だったため農林省の請願により、GHQが旧第2海軍燃料廠の一部を硫安（化学肥料）工場への転換を認可。日本肥料により生産が開始されたが、1947年（昭和22年）7月に同社は財閥解体の対象となり、1948年（昭和23年）11月16日、東海硫安工業（三菱油化を経て現 三菱化学）に継承される。
1949年（昭和24年）5月12日、極東委員会から中間賠償の取立て中止の発表。1952年（昭和27年）4月28日、サンフランシスコ講和条約の発効により旧第2海軍燃料廠の賠償指定（接収）が全面解除された。

### 返還後
返還後の1953年（昭和28年）、日本鉱業株式会社（現 エネオス）、大協石油株式会社（現 コスモ石油）、東亜石油株式会社、東海硫安工業株式会社（現 三菱化学）が通産省から払い下げを受ける。続いて、1955年（昭和30年）には帝国石油株式会社、三菱石油株式会社が払い下げを受けた。その後の四日市コンビナートを形成している。
旧山手工場跡地
1951年（昭和26年）9月10日、「戦災復興院告示第四十二号」に基づいて、四日市市が戦災復興事業として旧山手工場の南側（倉庫群付近）を大蔵省より無償貸与され墓苑として泊山霊園が開園。
1964年（昭和39年）、『四日市市都市計画泊山南部丘陵団地土地区画整理事業』として日本住宅公団に造成され、1968年（昭和43年）に分譲住宅地として払い下げられる。また、1976年（昭和51年）、農林省から四日市市に無償貸与（管理委託）された山手工場の跡地利用の一つとして南部丘陵公園がある。